# Yusif Huseynov
Yusif Huseynov (en azéri : Yusif İsmayıl oğlu Hüseynov ; né le 15 octobre 1928 à Bakou et mort le 1er septembre 2009) est un peintre azerbaïdjanais, président de l'Union des peintres d'Azerbaïdjan (1977-1987), Peintre du peuple de la RSS d'Azerbaïdjan (1979).

## Biographie
Yusif Ismail oglu Huseynov est né le 15 octobre 1928 à Bakou. En 1949, il est diplômé de l'École nationale d'art Azim Azimzade de Bakou et, en 1955, il est diplômé de l'Institut d'art Vasili Surikov de Moscou, Faculté de graphisme.
Y. Huseynov commence sa carrière comme dessinateur de livres. Cependant, il trouve également de l'intérêt pour d'autres types de graphisme, en particulier le dessin de chevalet (surtout la lithographie) et les affiches politiques. Il illustre de nouvelles éditions d'œuvres des écrivains azerbaïdjanais: le roman "Bahadur et Sona" de Nariman Narimanov, "Choisis" d'Abdulla Chaїk.
Depuis 1968, il est secrétaire exécutif et, de 1970 à 1987, président de l'Union des peintres d'Azerbaïdjan. En 1977-1987, il est secrétaire de l'Union des peintres de l'URSS.

## Récompenses et prix
- Titre honorifique d '"Artiste émérite de la RSS d'Azerbaïdjan" - 29 juin 1964
- Titre honorifique d '"Artiste du peuple de la RSS d'Azerbaïdjan" - 23 février 1979